# Artamidae
Los artámidos (Artamidae) son una familia de aves que reúne 20 especies generalmente con aspecto de cuervos y que son naturales de Australasia y áreas cercanas.
Existen dos subfamilias:  
 Artaminae  (Artamus, los artamos) que son aves de plumaje sombrío y suave, con lenguas con punta de cepillo pero que rara vez la usan par recoger néctar. En vez, ellas atrapan insectos al vuelo. Son voladores ágiles con alas largas y puntiagudas, y están entre las pocas aves paseriformes que planean. Aparte de una especie sedentaria, son nómadas, persiguiendo la mejor condición para cazar insectos y a menudo posándose en grandes bandadas. 

Cracticinae (Cracticus,   Gymnorhina,  Peltops  y Strepera) son más obvios como miembros del grupo más amplio de los corvoideos. Tienen picos grandes, rectos, y plumaje en su mayoría negro, blanco o gris. Todos son omnívoros en algún grado:  Cracticus comen mayormente carne; Gymnorhina  suele buscar alimento entre la hierba baja buscando gusanos y otras criaturas pequeñas; Strepera son verdaderos omnívoros, tomando frutas, granos, carne, insectos, huevos y polluelos. 
Los Cracticinae, a pesar de su apariencia bastante sencilla y utilitaria, son muy inteligentes y tienen cantos extraordinariamente hermosos, de gran sutileza. Destacables en particular son Cracticus nigrogularis, Strepera graculina y Gymnorhina tibicen.

## Especies de Artamidae
- Subfamilia Artaminae
  - Artamus fuscus. Artamo ceniciento.
  - Artamus leucorynchus. Artamo ventriblanco.
  - Artamus monachus. Artamo cabecinegro.
  - Artamus maximus. Artamo grande.
  - Artamus insignis. Artamo dorsiblanco.
  - Artamus mentalis. Artamo de las Fiyi.
  - Artamus personatus. Artamo enmascardo.
  - Artamus superciliosus. Artamo cejiblanco.
  - Artamus cinereus. Artamo carinegro.
  - Artamus cyanopterus. Artamo sombrío.
  - Artamus minor. Artamo chico.

- Subfamilia Cracticinae:
  - Cracticus quoyi. Verdugo negro.
  - Cracticus torquatus. Verdugo acollarado.
  - Cracticus mentalis. Verdugo dorsinegro.
  - Cracticus nigrogularis. Verdugo gorjinegro.
  - Cracticus cassicus. Verdugo cabecinegro.
  - Cracticus louisiadensis. Verdugo de Tagula.
  - Strepera graculina. Verdugo pío.
  - Strepera fuliginosa. Verdugo fuliginoso.
  - Strepera versicolor. Verdugo cenizo.
  - Peltops blainvillii. Peltopo llanero.
  - Peltops montanus. Peltopo montano.
  - Gymnorhina tibicen. Verdugo flautista.